# Bülzenbett

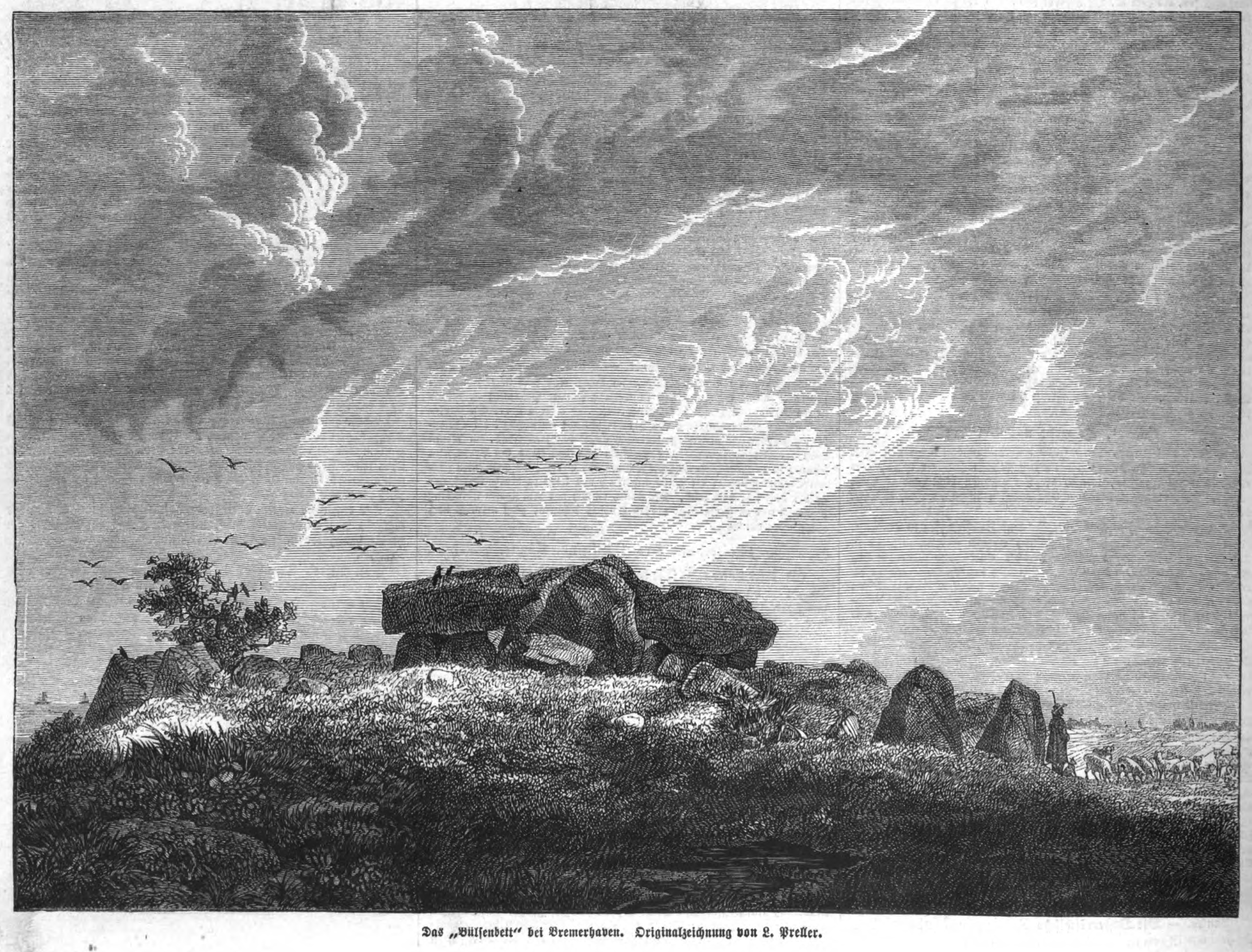
Das Bülzenbett, 1866. Grafik von L. Preller.

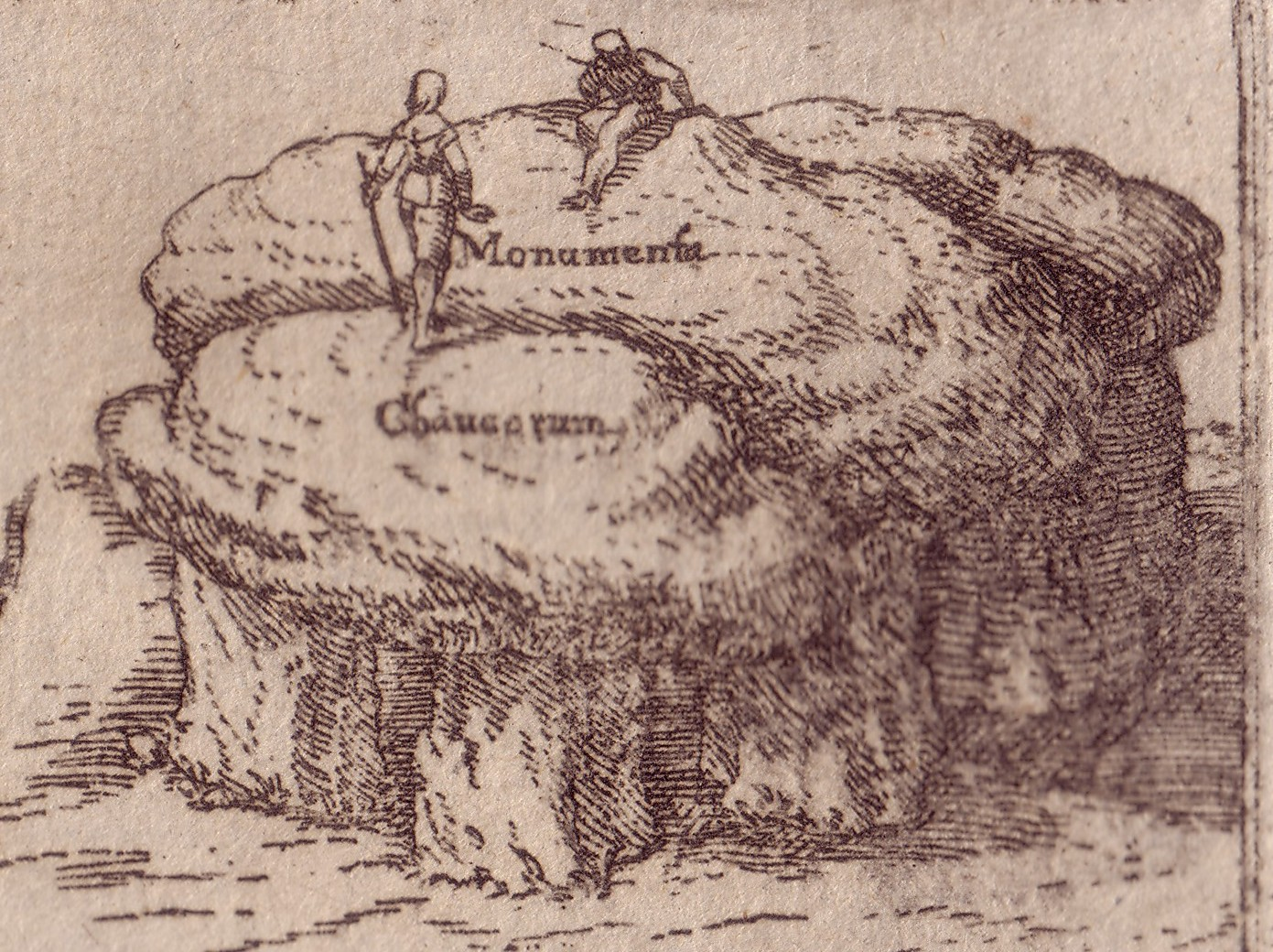
Das Bülzenbett mit drei Decksteinen, nach Dilich 1604

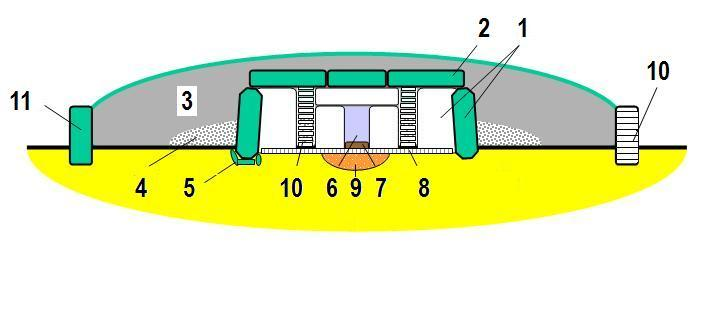
Schema Ganggrab (Querschnitt) 1=Trag-, 2= Deckstein, 3=Erdhügel, 4=Dichtung, 5=Verkeilsteine, 6=Zugang, 7= Schwellenstein. 8=Bodenplatten, 9=Unterbodendepots, 10=Zwischenmauerwerk 11=Randsteine

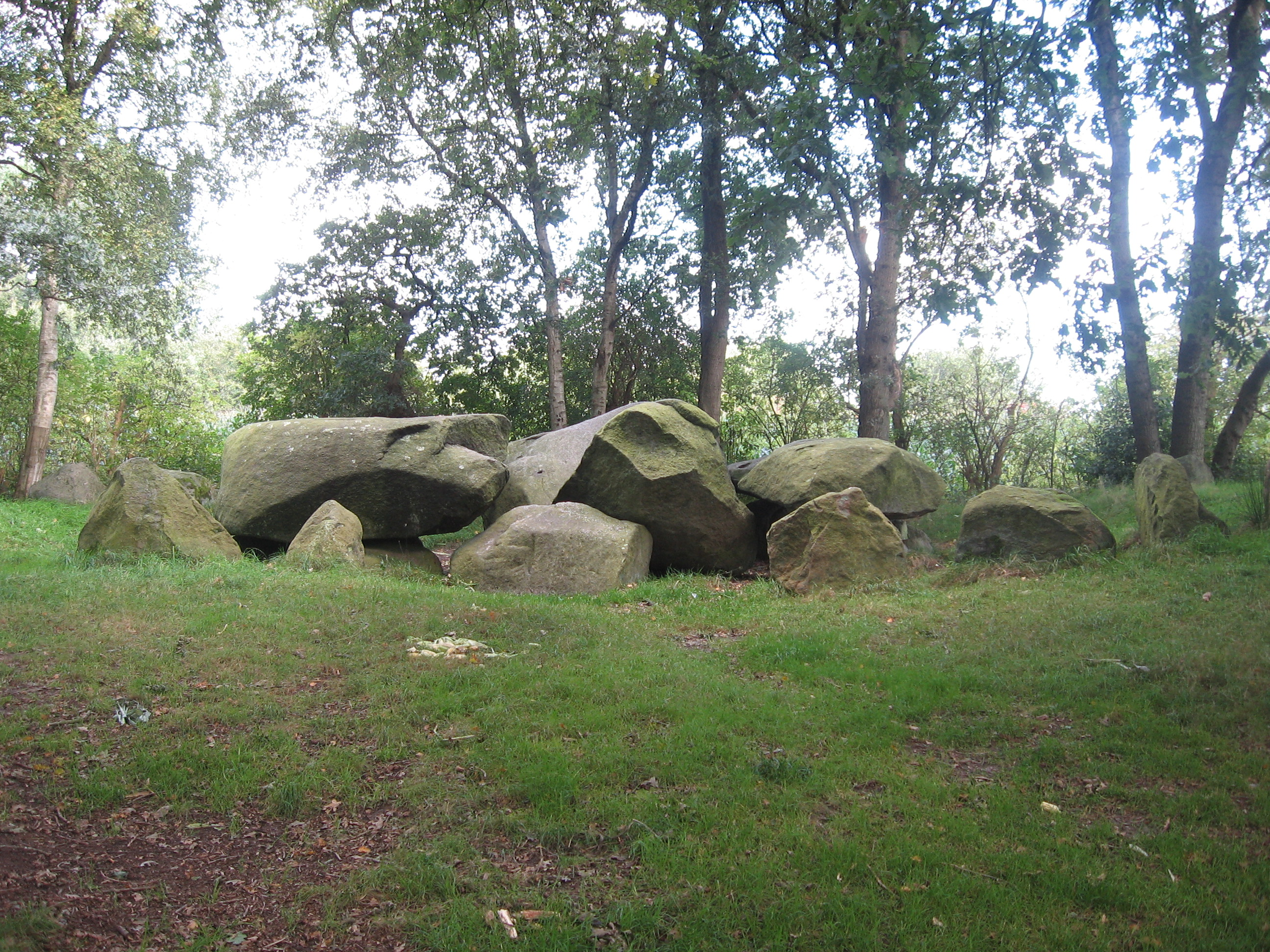
Das Bülzenbett

Das Bülzenbett ist eine Megalithanlage der neolithischen Trichterbecherkultur (TBK) in Sievern im Landkreis Cuxhaven im Elbe-Weser-Dreieck. Sie entstand zwischen 3500 und 2800 v. Chr. Das Ganggrab ist eine Bauform jungsteinzeitlicher Megalithanlagen, die aus einer Kammer und einem baulich abgesetzten, lateralen Gang besteht. Diese Form ist primär in Dänemark, Deutschland und Skandinavien, sowie vereinzelt in Frankreich und den Niederlanden zu finden. Neolithische Monumente sind Ausdruck der Kultur und Ideologie neolithischer Gesellschaften. Ihre Entstehung und Funktion gelten als Kennzeichen der sozialen Entwicklung.

## Lage
Etwa 500 Meter nördlich der Ortslage biegt nach Osten ein Archäologischer Wanderweg ab, der die Pipinsburg und weitere Bodendenkmale anschneidet. Das Bülzenbett befindet sich zwischen Sievern und Holßel, am Rande der Hohen Lieth, in einem kleinen Gehölz.

## Beschreibung
Das Bülzenbett hat eine trapezoide Einfassung von etwa 35 m Länge. Von ihren ursprünglich 55 Steinen sind noch 33 vorhanden. Viele befinden sich noch in ihrer ursprünglichen Stellung, einige wurden bei der Herrichtung im Jahre 1970 wieder aufgestellt. Sie bilden ein sich nach Osten verjüngendes Trapez mit den Maßen 8,5 auf 6,5 × 35,5 Meter.
Im westlichen Teil der Einfassung liegt etwas schräg zur Einfassung die 8 × 4,7 Meter große Kammer, mit Innenmaßen von etwa 2,0 auf 2,5 × 6 Meter mit den drei großen Decksteinen, von denen einer 4 × 3 Meter misst. Der mittlere Deckstein wurde zwischen 1604 und 1755 gesprengt, er weist noch eine Reihe von Keillöchern auf und ist teilweise in den Innenraum gestürzt. Die Decke ruht auf neun Tragsteinen. Ein Tragstein an der südlichen Langseite fehlt. Ob es sich um ein Ganggrab oder um einen Großdolmen handelt, ließ sich nicht klären.
Das Bülzenbett wurde bereits 1605 von dem Geographicus und Historicus Wilhelm Dilich (1571–1655) in seinem Werk über den Bremer Raum (Urbis Bremae et praefecturarum quas habet typus et chronicon) abgebildet. Er zeigt ein Steingrab, das mit großer Sicherheit das damals noch intakte Bülzenbett darstellt. Das Bild ist die älteste bildliche Darstellung eines Großsteingrabes in der deutschen Literatur. Bereits 1755 (veröffentlicht erst 1838) bildete der Pastor und Urgeschichtsforscher Martin M. Mushard (1699–1770) in seinem Palaeogentilismus Bremensis das bereits beschädigte Bülzenbett ab.
Mitte des 19. Jahrhunderts fand man innerhalb der Einfassung eine kleine Steinkammer, in der sich ein Beil und ein Dolch aus Feuerstein fanden.
Artefakte, die im Museum Burg Bederkesa aufbewahrt werden, zeigen, dass die Anlage nicht nur von Angehörigen der Trichterbecherkultur aufgesucht wurde. Es fanden sich auch Hinweis darauf, dass während der Glockenbecherkultur die Anlage nachgenutzt wurde.
In unmittelbarer Nähe liegen:
- die Heidenschanze bei Sievern
- der Ringwall Heidenstadt
- die Pipinsburg (Sievern)